# Whit Merrifield
Whitley David Merrifield (né le 24 janvier 1989 à Florence, Caroline du Sud, États-Unis) est un joueur de deuxième but et de champ extérieur des Phillies de Philadelphie de la Ligue majeure de baseball.

## Carrière
Whit Merrifield fait partie de l'équipe des Gamecocks de l'université de Caroline du Sud qui gagne les College World Series en 2010 et il frappe le coup sûr qui fait marquer le point gagnant en fin de 11e manche contre UCLA. Il est repêché par les Royals de Kansas City au 9e tour de sélection en 2010. 
Merrifield fait ses débuts dans le baseball majeur avec les Royals de Kansas City le 18 mai 2016. Il maintient une moyenne au bâton de ,283 en 81 matchs des Royals en 2016.
Merrifield est champion voleur de buts de la Ligue américaine en 2017. Ses 34 buts volés sont le plus bas total pour le meneur d'une ligue depuis les 31 réussites de Luis Aparicio pour mener la Ligue américaine en 1962 avec les White Sox de Chicago. Merrifield est le premier joueur des Royals champion voleur de buts depuis Johnny Damon en 2000.